# 石井俊昭
石井 俊昭（いしい としあき、1942年10月17日 - 2018年9月20日）は、日本の銀行家。

## 経歴
千葉県出身。1965年に早稲田大学商学部を卒業し、同年に千葉銀行に入行。
1991年6月に取締役に就任し、1994年6月に常務、1997年6月に副頭取を経て、2004年6月から2008年6月までに会長を務めた。
2018年9月20日に死去。75歳没。